# Lliga dels Pirineus d'handbol femenina 2009
La X Lliga dels Pirineus femenina (en francès, 10ème Ligues de Pyrenées feminine) fou la desena i darrera edició de la competició. Se celebrà el 5 i 6 de setembre de 2009 al Gimnàs Henri Ferrari de la ciutat occitana de Frontinhan i fou coorganitzada per la Lliga del Llanguedoc-Rosselló, i la Federació Catalana d'Handbol. Hi participaren quatre equips, la Selecció catalana absoluta d'hanbdol i el CH Amposta, per part catalana, i el Sun Al Bouillargues i el Jacou-Clapier-Le Cres, per part occitana. La competició es disputà en format d'eliminació directa, amb semifinals, final i partit pel tercer i quart lloc.
Es proclamà campió el CH Amposta, que derrotà a la final al Sun Al Bouillargues per 30 a 21 i aconseguí el seu primer i únic títol de la competició.

## Competició
|  | Semifinals              | Semifinals |                         |    | Final | Final |
|  |                         |            |                         |    |       |       |
|  | 5 de setembre 16:00 CET |            |                         |    |       |       |
|  |                         |            |                         |    |       |       |
|  | Sun Al Bouillargues     |            |                         |    |       |       |
|  | 6 de setembre 10:00 CET |            |                         |    |       |       |
|  | Jacou-Clapier-Le Cres   |            |                         |    |       |       |
|  | Sun Al Bouillargues     | 21         |                         |    |       |       |
|  | Sun Al Bouillargues     | 21         | 5 de setembre 18:00 CET |    |       |       |
|  |                         | CH Amposta | 30                      |    |       |       |
|  | Catalunya               | CH Amposta | 30                      | 27 |       |       |
|  | Catalunya               |            |                         | 27 |       |       |
|  | CH Amposta              | 35         |                         |    |       |       |
|  | CH Amposta              | 35         | Tercer i quart lloc     |    |       |       |
|  |                         |            |                         |    |       |       |
|  | 6 de setembre 12:00 CET |            |                         |    |       |       |
|  |                         |            |                         |    |       |       |
|  | Jacou-Clapier-Le Cres   | 31         |                         |    |       |       |
|  | Jacou-Clapier-Le Cres   | 31         |                         |    |       |       |
|  | Catalunya               | 35         |                         |    |       |       |

### Semifinals
A la primera semifinal, el Sun Al Bouillargues es classificà per a disputar la seva tercera final consecutiva de la Lliga dels Pirineus
| 6 de setembre de 2009 16:00 CET | Sun Al Bouillargues | vs | Jacou-Clapier-Le Cres | Gimnàs Henri Ferrari, Frontinhan |
| 6 de setembre de 2009 16:00 CET |                     |    |                       | Gimnàs Henri Ferrari, Frontinhan |
| 6 de setembre de 2009 16:00 CET |                     |    |                       | Gimnàs Henri Ferrari, Frontinhan |

A la segona semifinal, el CH Amposta guanyà per 30 a 21 a la Selecció catalana i es classificà per a la seva primera final de la competició.
| 5 de setembre de 2009 18:00 CET | Catalunya                   | 21-30   | CH Amposta              | Gimnàs Henri Ferrari, Frontinhan Àrbitres: Boudhir i Chiaroxi |
| 5 de setembre de 2009 18:00 CET | Navarro 5 Manaud 4 Morell 4 | (11-16) | Egaña 9 Simon 9 Topic 8 | Gimnàs Henri Ferrari, Frontinhan Àrbitres: Boudhir i Chiaroxi |
| 5 de setembre de 2009 18:00 CET | 5×                          | Notícia | 5×                      | Gimnàs Henri Ferrari, Frontinhan Àrbitres: Boudhir i Chiaroxi |

### Tercer i quart lloc
En el partit pel tercer i quart lloc, la Selecció catalana vencé per 35 a 31 al Jacou-Clapier-Le Cres i aconseguí la medalla de bronze.
| 6 de setembre de 2009 10:00 CET | Jacou-Clapier-Le Cres | 31-35   | Catalunya   | Gimnàs Henri Ferrari, Frontinhan |
| 6 de setembre de 2009 10:00 CET | Poulet 6 Lacour 5     | (14-16) | Nana 5 Pi 4 | Gimnàs Henri Ferrari, Frontinhan |
| 6 de setembre de 2009 10:00 CET | Notícia               |         |             | Gimnàs Henri Ferrari, Frontinhan |

### Final
El Sun Al Bouillargues, vigent campió, i el CH Amposta disputaren al final de la X Lliga dels Pirineus.
| 6 de setembre de 2009 12:00 CET | Sun Al Bouillargues | 21-30  | CH Amposta      | Gimnàs Henri Ferrari, Frontinhan MVP: Itxaso Egaña |
| 6 de setembre de 2009 12:00 CET | Saltaz 5 Cendré 5   | (8-20) | Egaña 9 Simon 6 | Gimnàs Henri Ferrari, Frontinhan MVP: Itxaso Egaña |
| 6 de setembre de 2009 12:00 CET | Notícia             |        |                 | Gimnàs Henri Ferrari, Frontinhan MVP: Itxaso Egaña |

| #           | Nom     | G  |  |
| ----------- | ------- | -- |  |
|             | Sallaz  | 5  |  |
|             | Ruíz    | 4  |  |
|             | Gollin  |    |  |
|             | Elvine  | 2  |  |
|             | Granier | 2  |  |
|             | Meslet  | 1  |  |
|             | Lalinay |    |  |
|             | Milan   | 4  |  |
|             | Vannier |    |  |
|             | Soulier | 1  |  |
|             | Arnoux  |    |  |
|             | Cendré  | 5  |  |
|             | Mathieu |    |  |
| Total       | Total   | 20 |  |
| Entrenadora |         |    |  |
| Maria Zanko |         |    |  |

| Campió de la Lliga dels Pirineus 2009 |
| ------------------------------------- |
| CH Amposta Primer títol               |
| MVP                                   |
| Itxaso Egaña                          |

| #           | Nom               | G  |  |
| ----------- | ----------------- | -- |  |
|             | Mari Cruz Robles  |    |  |
|             | Sílvia Domingo    | 1  |  |
|             | Laia Uliaque      | 1  |  |
|             | Denisa Fronova    | 6  |  |
|             | Topic             | 1  |  |
|             | Alba Simón        | 6  |  |
|             | Itxaso Egaña      | 5  |  |
|             | De la Iglesia     |    |  |
|             | Sandra Margalef   | 2  |  |
|             | Elisabet Llaó     |    |  |
|             | Maria Camí Gibert |    |  |
|             | Sara Alonso       | 1  |  |
|             | Ungureanu         | 3  |  |
|             | Marta Gálvez      |    |  |
| Total       | Total             | 30 |  |
| Entrenador  |                   |    |  |
| Ivan Dragic |                   |    |  |

## assificació final
| Classificació final | Classificació final   |
| ------------------- | --------------------- |
| 1r                  | CH Amposta            |
| 2n                  | Sun Al Bouillargues   |
| 3r                  | Catalunya             |
| 4t                  | Jacou-Clapier-Le Cres |